# Bedtime Story
«Bedtime Story» es una canción interpretada por la cantante estadounidense Madonna, incluida en su sexto álbum de estudio, Bedtime Stories (1994). Las compañías Maverick, Sire y Warner Bros. Records la publicaron como el tercer sencillo del disco —tras «Secret» y «Take a Bow»— el 13 de febrero de 1995 en Europa y Australia y el 11 de abril en Estados Unidos. Seis años después, figuró en el grandes éxitos GHV2 (2001). Fue compuesta por Nellee Hooper, Björk y Marius de Vries; Björk no se consideraba admiradora de la cantante, pero aceptó la propuesta de escribirle una canción. Tras entregar a de Vries y Hooper una maqueta titulada en su momento «Let's Get Unconscious», estos dos últimos reescribieron varias partes y, junto con Madonna, se encargaron de la producción, que llevó por título «Bedtime Story».
Es una balada de géneros electrónica y trance con influencias de la música acid y minimal trance, la cual destaca por apartarse del sonido de las otras canciones de Bedtime Stories, que estaban más orientadas al R&B y new jack swing. La letra es un himno a las alegrías de la  inconsciencia. En términos generales, obtuvo reseñas positivas de los críticos y periodistas musicales, quienes elogiaron la producción experimental y la consideraron una de las mejores del disco, así como una de las más subestimadas en la carrera de Madonna. Desde el punto de vista comercial, alcanzó el puesto 42 de la lista Billboard Hot 100, por lo que pasó a ser el primer sencillo de su carrera que no logró ingresar a los cuarenta principales en más de diez años, aunque obtuvo una recepción más favorable en Australia, Finlandia, Italia y Reino Unido, donde estuvo entre los diez primeros lugares, y llegó a la primera posición en el conteo estadounidense Dance Club Songs.
Mark Romanek dirigió el videoclip, que en su momento de producción fue el más caro de la historia con un presupuesto de 5 millones USD. Presenta escenas surrealistas y new age influenciadas principalmente por las obras de artistas como Remedios Varo, Frida Kahlo y Leonora Carrington. Recibió elogios de críticos y académicos y se exhibe permanentemente en el Museo de Arte Moderno de Nueva York. Madonna interpretó el sencillo en los premios Brit en febrero de 1995, para lo cual lució un vestido plateado de Versace y una peluca larga rubia; la revista Marie Claire calificó la presentación como uno de los treinta mejores momentos en la historia de la premiación. En 2004, se usó una remezcla como vídeo interludio en la gira Re-Invention World Tour, y diecinueve años después, la artista cantó el tema en The Celebration Tour (2023-2024), gira realizada para conmemorar sus cuarenta años de carrera. «Bedtime Story» ha sido descrita como la canción que introdujo el uso de la música electrónica en los trabajos posteriores de Madonna, especialmente en su séptimo álbum de estudio, Ray of Light (1998).

## Antecedentes y grabación

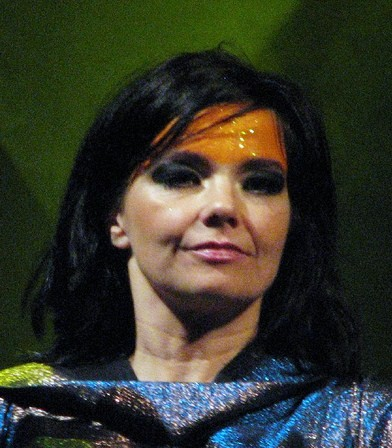
En la imagen, la cantante islandesa Björk, una de las compositoras de «Bedtime Story»

De acuerdo con la biógrafa y autora Lucy O'Brien, Madonna quería «impactar» en la música soul, por lo que decidió trabajar con productores reconocidos del género R&B. No obstante, también quiso incursionar en el mundo de la música británica, cuyos géneros como el club o el dub habían ganado popularidad con artistas como la cantante islandesa Björk y las bandas Massive Attack y Soul II Soul, de manera que colaboró con compositores y productores europeos especializados en la música electrónica, entre ellos Nellee Hooper, a quien escogió por su «sensibilidad europea», y Marius de Vries. Los tres se reunieron en Los Ángeles y las sesiones de grabación tuvieron lugar en los estudios Chappell, en Encino, durante el verano boreal de 1994.
Vries, Hooper y Björk compusieron «Bedtime Story». Madonna se inspiró en el álbum Debut (1993) de esta última, según Mark Pytlik en su libro Björk: Wow and Flutter (2003) y, a través de sus conexiones con Hooper y de Vries, se contactó con ella y le propuso escribir una canción para Bedtime Stories, aunque inicialmente rechazó la oferta porque no le había parecido correcto. Sin embargo, luego se sintió «intrigada» y creyó que era una buena oportunidad para que sus palabras «salieran de los labios de Madonna», por lo que finalmente aceptó, en parte también como un favor hacia Hooper. Admitió que al comienzo creía que era una especie de persona del «hemisferio izquierdo», es decir, muy dirigida por la lógica y un poco calculada. La letra que escribió, titulada en su momento «Let's Get Unconscious», empezaba con los versos Today is the last day that I'm using words, they've gone out, lose their meaning, don't function anymore («Hoy es el último día que voy a usar palabras, se han ido, perdieron su significado, no funcionan más»), una crítica por parte de Björk hacia la estética de la estadounidense. De esta manera, creó la letra a partir de esas frases y con Madonna en mente; en una entrevista, aclaró: «Cuando me ofrecieron escribir[le] una canción, realmente no podía imaginarme haciendo una que se adaptara a ella... Pero pensándolo bien, decidí escribir las cosas que siempre había querido escucharla decir [pero] que nunca dijo». Madonna había mostrado interés por trabajar con Björk, pero ambas nunca llegaron a conocerse personalmente por decisión de esta última, quien prefirió mantener distancia e incluso declinó cantarla a dúo porque habría sido «un error».
Entregó una maqueta a Hooper y de Vries, quienes reorganizaron la composición —por lo que los tres recibieron créditos como autores— y la versión final se llamó «Bedtime Story». La producción quedó a cargo de estos dos últimos junto con Madonna, aunque de Vries no figuró en los créditos del álbum. La masterización tuvo lugar en los estudios Sterling Sound, ubicados en Nueva York, y entre los músicos que participaron se incluyen Colin Wolfe y la rapera Meshell Ndegeocello en bajo, el productor Dallas Austin en batería y teclado, Tommy Martin en guitarra y el compositor Babyface en sintetizadores y programación de batería, bajo la dirección de Susie Katiyama y Jessie Leavey. Este último y Craig Armstrong fueron los responsables del arreglo, mientras que Alvin Speights, Brad Gilderman, Darin Prindle, Mark «Spike» Stent y Michael Fossenberg de la ingeniería. Por último, Speights y Jon Gass realizaron la mezcla. Björk luego confesó que Madonna había cantado mal algunas líneas: la original que decía Learning logic and reason («aprendiendo de la lógica y la razón)», la cantó como Leaving logic and reason («abandonando la lógica y la razón»); no obstante, le pareció un «error interesante». La maqueta original volvió a grabarse bajo el título «Sweet Intuition», que apareció como el lado B del sencillo de Björk «Army of Me», mientras que una remezcla se incluyó en «It's Oh So Quiet».

## Composición
| «Creo que en ese momento, ["Let's Get Unconscious"] eran las palabras que quería escuchar de Madonna. Pero eso fue hace como seis años, cuando todo sobre ella parecía muy controlado. Siento que es una persona muy intuitiva, y definitivamente su instinto de supervivencia es increíble. Es como escandaloso. En ese momento, las palabras que pensé que ella diría eran: "Ya no voy a usar palabras, quedémonos inconscientes, cariño. A la mierda la lógica. Solo sé intuitivo. Sé más libre. Sigue la corriente". En este momento, ella parece estar siguiendo la corriente». —Björk en una entrevista con la revista Nylon en 2001. |

«Bedtime Story» es una balada de géneros electrónica y trance que destaca por su sonido alternativo y experimental, diferente a las otras canciones del álbum, cuya producción está más orientada al R&B y al new jack swing. A diferencia del trabajo melódico de la artista, esta es más lenta y «más atmosférica», pero con una estructura rítmica compleja que se respalda a través de loops rítmicos «silenciosos». Al no haber mucha melodía, Madonna canta de manera «apagada». Descrito como un número ambient y dance, tiene un ritmo «vibrante», «profundo y burbujeante» con un arreglo de sintetizador «esquelético», y presenta influencias del minimal trance y la música acid. Según Eduardo Viñuela, editor del libro Bitch She's Madonna: La reina del pop en la cultura contemporánea (2018), es un viaje a la cultura oriental. Los instrumentos sintetizados producen el carácter electrónico de la canción, que constan de cajas de ritmos, palmadas, órganos y cuerdas, así como un coro «homofónico» y voces alteradas digitalmente. Según la partitura publicada en Musicnotes por Alfred Publishing Co., Inc., se establece en un compás de 4/4 con un tempo moderado de 108 pulsaciones por minuto. Está compuesta en la tonalidad de sol menor y toda la primera estrofa sigue una progresión armónica de sol menor9.
«Bedtime Story» está conectada con el final de «Sanctuary» —la anterior del disco— y termina de manera abrupta. Dicho final se mezcla con el sintetizador principal que se mueve en la imagen estéreo, y a lo largo de la canción la voz de la cantante gime y susurra varios ah, mientras en el fondo se percibe apenas un breakbeat para luego reemplazarse por ritmos y samples «ligeros». Según el autor Santiago Fouz-Hernández, en Madonna's Drowned Worlds: New Approaches to Her Cultural Transformations (2004), se escucha una voz «espesa», producto de la manipulación tecnológica, y una música que implica una referencia etérea o incluso «cosmológica» por su estructura desarticulada. Víctor Amaro Vicente, en su libro The Aesthetics of Motion in Musics for the Mevlana Celal Ed-Din Rumi (2007), observó que la melodía se asimila a las estéticas del new age y de la música sufí y tiene más en común con el mantra «Mevleví-Sufi Relaxation», mientras que la estructura rítmica «constante y continua» ha sido comparada con la música utilizada en ceremonias zikr, presente también cuando la cantante repite con su voz alterada digitalmente la sílaba ah de forma intermitente, pero especialmente en la introducción. Este particular estilo ha sido acreditado a Björk; al respecto, De Vries recalcó que «[ella] tiene un enfoque tan particular e idiosincrásico para la construcción de letras y frases [que] Madonna capturó [esa] atmósfera maravillosamente». En un capítulo de Music and Technoculture (2003), escrito por Charity Marsh y Melissa West, se afirma que durante el tema se puede escuchar la «inconfundible» influencia de Björk en la voz de Madonna.
Rikky Rooksby, autor de The Complete Guide to the Music of Madonna (2004), señaló que la letra es un himno a las alegrías de la inconsciencia y un rechazo de las supuestas limitaciones de la razón y el lenguaje, de ahí el «ataque» a las palabras en el verso Words are useless, specially sentences, they don't stand for anything, how could they explain how I feel? («Las palabras son inútiles, especialmente las oraciones, no representan nada, ¿cómo pueden explicar cómo me siento?»). De manera similar, Larry Flick de Billboard aseguró que se trataba de una «conmovedora petición por el escape y el gozo inconsciente», expresada con angustia y determinación, y para el autor Francesco Falconi representaba un viaje «en la estética y en el subconsciente». Sumado a ello, Amaro Vicente observó subtextos dentro de su significado. En este sentido, señaló que la letra abordaba la meditación y la relajación, así como una temática posmodernista y de new age, en relación con la incapacidad para expresar verbalmente y comprender la verdad y el significado. Además, calificó de «cliché» las líneas honey («cariño») y longing and yearning («anhelando y añorando»), y agregó que las connotaciones sexuales sobre estar «húmedo por dentro» no tenían que ver con el amor «secular» sino con poesía sufí. Concluyó que la cantante, «literal, repetida y, quizás, inconscientemente», alude a conceptos de movimiento «centrales» para la filosofía sufí, como «lograr fanaa a través del samá ("perderse" y dejar "la lógica y la razón en los brazos de la inconsciencia")».

## Publicación y remezclas
Las compañías Maverick, Sire y Warner Bros. Records publicaron «Bedtime Story» como el tercer sencillo del álbum —tras «Secret» y «Take a Bow»— en los siguientes formatos físicos: vinilos de 7" y 12", CD y casete. Los fotógrafos Paolo Riversi y Mike Penn crearon la portada, mientras que Greg Ross realizó el diseño. La primera fecha de lanzamiento ocurrió el 13 de febrero de 1995 en Australia y Europa, cuando salió a la venta un maxi CD de cinco pistas que incluyó una versión editada de la canción, de cuatro minutos y ocho segundos, más cuatro remezclas. Dos meses después, el 11 de abril, estuvo disponible en Estados Unidos. «Sanctuary», también de Bedtime Stories, apareció como lado B en las ediciones en casete, 7" y CD, en tanto que algunas remezclas de «Secret» se añadieron a un CD de edición limitada de «Bedtime Story» en Reino Unido. Las remezclas que acompañaron el lanzamiento estuvieron a cargo del DJ Junior Vasquez y del dúo británico Orbital, las cuales figuraron en los maxi CD de Australia, Estados Unidos y Europa, así como en el vinilo de 12" publicado en Reino Unido. Seis años después de su distribución, «Bedtime Story» figuró en el segundo disco de grandes éxitos de Madonna, GHV2 (2001).
Según Jose F. Promis de Allmusic, las remezclas daban «una dirección completamente diferente» al sencillo. Agregó que «Junior's Single Edit» de Vasquez, que es una edición de «Junior's Wet Dream Mix», era «más accesible y apta» para las radios que la original, mientras que la producción de «Orbital Mix» era «más soñadora» que las de Vasquez y «Junior's Sound Factory Mix» mucho más «profunda, como si por momentos se pareciera a una marcha». El crítico resaltó que las remezclas, «a veces agresivas, a veces etéreas, a veces incluso en trance», eran «material puro» para las pistas de baile. Larry Flick de Billboard destacó la mezcla «Wet Dream» y señaló que todas las versiones «alucinantes diseccionan y expanden de manera astuta la melodía de la canción mientras agregan una ilustración intensamente rítmica de la letra». Concluyó que era «una experiencia esencial tanto para el cuerpo como para la mente». «Junior's Sound Factory Mix» y «Orbital Mix» se incluyeron posteriormente en el maxi CD de «Human Nature», el cuarto sencillo de Bedtime Stories.

## Recepción crítica y reconocimientos
En términos generales, «Bedtime Story» obtuvo reseñas positivas de académicos, críticos y periodistas musicales, quienes elogiaron la producción experimental y la consideraron una de las mejores canciones del álbum, así como una de las más subestimadas en la carrera de Madonna. Tal es el caso de Stephen Thomas Erlewine, de Allmusic, que la reconoció como una de las más destacadas del disco, o Sal Cinquemani de Slant Magazine, que afirmó que se trató de uno de sus sencillos más «desaprovechados». El mismo autor le otorgó una «A» en su comentario al recopilatorio GHV2 y agregó que pudo haber sido el siguiente «Vogue» (1990), pero «incluso los valientes programadores de las radios pop [lo] ignoraron». El periodista Larry Flick de Billboard reseñó el tema en tres oportunidades. En una primera crítica antes del lanzamiento comercial, lo nombró un «himno trance/house oscuro» que se encuentra entre los «más fuertes del álbum, ideales para las discotecas». Luego de su publicación, lo describió como uno de sus temas pop «más atrevidos y experimentales» y destacó los ritmos «dance-trance vanguardistas» y el «gancho intrigante». Por último, en su reseña a «Human Nature», reconoció que había sido «magnífico y brillantemente concebido que voló sobre las cabezas de muchos». Jose F. Promis de Allmusic le dio tres estrellas de cinco y lo nombró uno de sus sencillos «más aventureros y menos comerciales», que se mantuvo fiel a su origen, es decir, «la música dance pura y sin adulterar». Peter Galvin de The Advocate resaltó el sonido techno, que recuerda a su «otro himno al éxtasis, "Rescue Me" (1991)». Amaro Vicente escribió que, gracias a su «textura rítmica compleja», se convirtió en una «favorita de las pistas de baile a mediados de la década de 1990». Alejandra Torrales, del sitio mexicano Sopitas, la calificó como «una joya que está colocada casi al final del álbum como si fuera una forma de encontrar la perla, tomarla y dejarte llevar por ella hasta el final». De Rolling Stone, Barbara O'Dair distinguió el sonido bajo «palpitante» de la canción, que «renuncia al idioma a favor del entumecimiento». En Enciclopedia Gay (2012), Ignacio D'Amore y Mariano López la describieron como «intensísima y submarina».
Algunos otros críticos notaron la influencia de la cantante islandesa. Por ejemplo, Charity Marsh y Melissa West, en Music and Technoculture (2003), compararon los primeros cuarenta segundos de la canción con «Possibly Maybe», incluida en el disco de Björk Post (1995), y observaron que era «evidente que imita [su] técnica vocal, al utilizar un tono íntimo y susurrante». Chris Wade, autor de The Music of Madonna (2016), declaró que aunque fue compuesta por la islandesa, Madonna se «adueñó de ella al añadir una extraña somnolencia que la convirtió en una de sus canciones más inusuales, extravagantes y desafiantes». James Servin de la revista Nylon la caracterizó como «de ensueño, atmosférica y vibrante», y mencionó que «colocó a Madonna en un contexto dance intelectual, el terreno de Björk, al cantar sobre su decisión de no usar más palabras, descartar el lenguaje y ceder por completo a los sentimientos». En la Encyclopedia Madonnica 20 (2016), Matthew Rettenmund lo catalogó como uno de sus sencillos más inusuales y lo describió como «un viaje hipnótico, casi alucinógeno, a través de un estado mental idealizado». Sin embargo, opinó que el hecho de que fuese publicado después de «Take a Bow» «disminuyó su potencial». Quentin Harrison, de Albumism, la llamó «hipnótica» y elogió a la cantante por saber «mantenerla en línea con el R&B dominante» del álbum. En reseñas menos favorables, Eduardo Viñuela sintió que no terminaba de cuajar y que el resultado no era superior a lo esperado. Aunque elogió la mezcla, afirmó que quizás «se anticipó a su tiempo». Rooksby, que la comparó con el sonido de la banda Everything but the Girl, sostuvo que era una de las «pistas más artificiales» de la artista y que «debió haber sido más larga y psicodélica». En su opinión para Pitchfork, el músico Owen Pallett la calificó de «inconcebiblemente decepcionante, estéril y estática» y el «primer fracaso realmente vergonzoso de Madonna». La comparó negativamente con «Violently Happy» de Björk y concluyó que el enfoque de esta última hacia una canción de amor, «que funciona tan bien cuando se combina con su propia estética mística islandesa, no funciona con el consumismo entusiasta de Madonna».
En comentarios retrospectivos, Mary von Aue de Vice, en un artículo por el vigésimo aniversario del álbum, dijo que «Bedtime Story» y «Human Nature» probaron que «era dueña de su sexualidad y que no iba dejar que la eclipsara». Samuel R. Murrian de Parade destacó que creaba «una deslumbrante experiencia diferente a cualquier otra cosa en el canon de Madonna» y lo incluyó en la posición 43 de sus 100 mejores sencillos. Bianca Gracie de Idolator, que la calificó como la mejor del disco, resaltó su «atmósfera psicodélica» que «te absorbe con sus patrones de batería vibrantes tomados directamente de la música trance, lo que crea un ambiente etéreo». Además, observó que fue una de las principales inspiraciones de «Breathe on Me» (2003), de Britney Spears. En el conteo de sus 100 mejores canciones, Louis Virtel de NewNowNext la ubicó en el 49.º puesto y escribió que «Bjork podría haber guardado esta odisea de la inconsciencia para ella misma, pero encontró una sucesora digna en Madonna». El personal de Rolling Stone la ubicó en la posición 47 y dijo que era una «exploración de sentimientos atmosféricos tan profundos que trascienden el lenguaje». Jude Rogers de The Guardian la ubicó en el lugar 53 y mencionó que si bien era «magníficamente hipnótica», sonaba «demasiado» a Björk. Mayer Nissim del periódico en línea PinkNews la eligió como su decimotercera mejor canción y la llamó un «clásico dance pop ambient insólito». Para Guillermo Alonso, de la edición española de Vanity Fair, fue el 40.º tema más sobresaliente de su discografía, y para Matthew Jacobs de HuffPost el más «hipnótico» de Madonna. Michael Slezak de Entertainment Weekly lo nombró uno de los temas más infravalorados de su carrera. Andrew Unterberger, de Billboard, consideró la remezcla «Junior's Wet Dream Mix» como el 44.º mejor tema de Madonna: «El pulso central [de la canción] tenía cierto atractivo, y el DJ Junior Vasquez lo sacó con su remezcla "Wet Dream", que encontró el hedonismo implícito en el gancho y determinó que uno no tenía que elegir entre el dormitorio y la pista de baile».
«Bedtime Story» ha sido descrita como la canción que introdujo el uso de la electrónica en trabajos posteriores de Madonna, particularmente en Ray of Light (1998). Sobre este último, Amaro Vicente opinó que «le debía su carácter contemplativo y techno rave electrónico a "Bedtime Story"», y el autor italiano Francesco Falconi la llamó «una joya» que representó «el primer paso hacia el giro electrónico de la artista en 1998», opinión que compartió James Servin de Nylon. Promis de Allmusic admitió que, en lugar de encajar con el «cálido ambiente urban-adulto contemporáneo» de Bedtime Stories, se asemejaba más al material de Ray of Light, dado sus «matices electrónicos». Para Lucy O'Brien, autora de Madonna: Like an Icon (2008), la canción «pareció liberar algo» en ella; al respecto, De Vries declaró: «Empezó a querer soltarse de la correa y encontrar otros idiomas para hablar. Fue un momento embrionario que fue mucho más allá en los siguientes álbumes». Sal Cinquemani la consideró «el germen que la inspiraría a conquistar la electrónica y trabajar con figuras como William Orbit y Mirwais Ahmadzaï». En el conteo de sus sesenta mejores sencillos, Chuck Arnold de Entertainment Weekly recalcó que fue importante en su catálogo, ya que significó «un punto de partida para la electrónica vanguardista de Ray of Light», comentario que Owen Pallett, Quentin Harrison y Richard LeBeau de Medium coincidieron.

## Recepción comercial
En Estados Unidos, «Bedtime Story» debutó el 22 de abril de 1995 en el puesto 74 de la lista Billboard Hot 100, y a la semana siguiente alcanzó el número 42. Según Promis de Allmusic, se convirtió en el primer sencillo de Madonna desde su debut «Everybody» (1982) que no logró ingresar a los cuarenta primeros, y puso fin a una serie de 32 sencillos que llegaron a los cuarenta primeros de manera consecutiva desde 1983 con «Holiday». Si hubiera estado entre los cuarenta primeros, habría sido la tercera artista femenina en la «era del rock» con la mayor cantidad de éxitos en los cuarenta principales, por detrás de Aretha Franklin con 42 y Connie Francis con 35. El periodista Fred Bronson de Billboard explicó que la pérdida de ventas y de airplay impidieron que el tema ascendiera de lugares. Permaneció en total siete semanas, y en las listas de ventas físicas y de radios —componentes del Hot 100— alcanzó los puestos 27 y 68, respectivamente. Logró un mejor recibimiento en la categoría dance, al llegar el tercer puesto en Dance Maxi-Singles Sales y el primero en Dance Club Songs; en este último conteo, fue el tercer sencillo más exitoso de 1995. Por último, ingresó a la posición 38 en Mainstream Top 40 y a la 40 en Rhythmic.
En Canadá, ingresó a las listas oficiales de las revistas RPM y The Record: en la primera, alcanzó el número 42 el 15 de mayo de 1995, mientras que en la segunda logró una recepción más favorable al ocupar la decimoséptima posición. En Australia, estuvo en el quinto puesto tres semanas seguidas, de un total de nueve, y se situó en el número 91 para fin de año. En Nueva Zelanda la recepción fue mucho más baja, ya que logró el lugar 38 y solo estuvo catorce días en general. En Reino Unido, debutó en la cuarta posición en la lista oficial y en la sexta en la de música dance. También se ubicó en el cuarto lugar en la lista de Escocia, elaborado por la Official Charts Company, y en el de Finlandia, elaborado por la Federación Internacional de la Industria Fonográfica (IFPI), así como en el octavo en Musica e dischi de Italia. En el resto de los mercados europeos, alcanzó el puesto 12 en Polonia, 19 en Irlanda, 38 en Bélgica y 46 en Países Bajos. Finalmente, ingresó a la listas de Music & Media Eurochart Hot 100 Singles y European Hit Radio Top 40 en las posiciones 16 y 33, respectivamente.

## Vídeo musical

### Desarrollo y rodaje

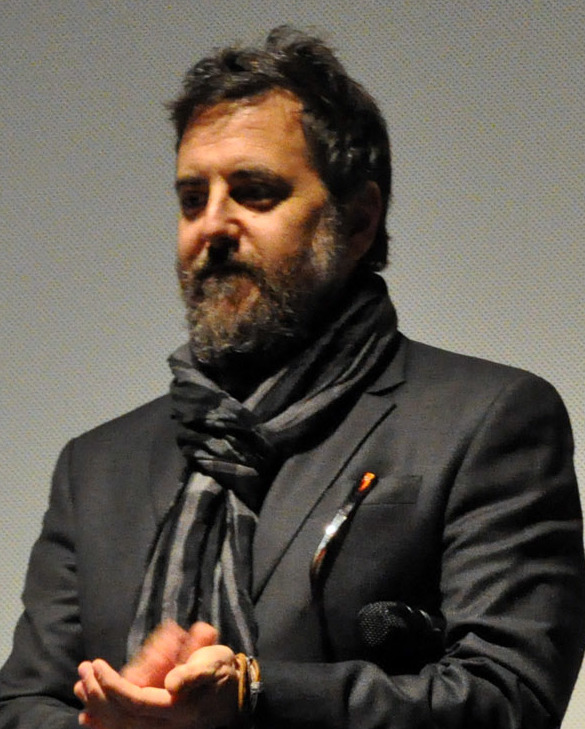
El vídeo musical de «Bedtime Story» fue dirigido por Mark Romanek (fotografía)

El vídeo musical de «Bedtime Story» se grabó del 5 al 11 de diciembre de 1994 en los estudios Universal, en Universal City (California), bajo la dirección de Mark Romanek —quien ya había trabajado anteriormente con Madonna en «Rain» (1993)— y la producción de Larry Perel para Propaganda Films. Rodado en película de 35 mm, el resto del personal incluyó a Tom Foden en diseño de producción y Harris Savides en cinematografía. Debido a los «elaborados» efectos visuales, tuvo un presupuesto de cinco millones USD, lo que significó el más caro realizado en ese momento; para agosto de 2014, ocupó el cuarto lugar de los más caros de la historia. La cantante había solicitado anteriormente a Romanek que dirigiera «Bad Girl» (1993), de su álbum Erotica, aunque finalmente pasaría a manos de David Fincher, por lo que cuando ella y su equipo volvieron a contactarse con él para «Bedtime Story», este supo que había encontrado una manera de demostrar lo que llamó «surrealismo pictórico». Para ello, investigó sobre la vida y obra de varias pintoras surrealistas como Leonora Carrington y Remedios Varo, a quienes se les rinde homenaje. Romanek se puso en contacto con el artista Grant Shaffer para que creara el guion gráfico; este ya había trabajado con Madonna en «Deeper and Deeper» (1992) y «Rain». El 10 de agosto de 1994, semanas antes de que el disco se publicara, se reunió con Romanek en Spot Welders, una compañía de edición ubicada en Venice Beach y, tras escuchar el tema, el director le enseñó unas fotografías de la cantante que se habían tomado para la portada de Bedtime Stories, pero que luego habían sido descartadas. Estas imágenes, inspiradas en el surrealismo, mostraban a una Madonna «mística» con el cabello blanco y ondulado; Romanek quería que el videoclip capturara este mismo aspecto. En una entrevista con la revista Aperture en 1999, Madonna explicó:

El vídeo de «Bedtime Story» está completamente inspirado en pintoras surrealistas como Leonora Carrington y Remedios Varo. Hay un plano en el que mis manos están extendidas hacia el cielo y las estrellas giran a mi alrededor. Otro donde navego por un pasillo con el pelo ondulado detrás de mí, otro más donde me salen unas palomas del vientre. Todas esas imágenes son un homenaje a [las] pintoras surrealistas.

Romanek explicaba a Shaffer con detalles cada idea que él y Madonna habían planteado, y luego dibujaba unos veinte guiones gráficos, de un total de 120, y los enviaba al director por fax «a cualquier hora del día y de la noche»; en una entrevista con la revista Icon, declaró que «[Mark] tenía visiones específicas en su mente, si era la apariencia de Madonna o los detalles del paisaje onírico, y fue muy incesante hasta que lo hicimos exactamente bien». Por su parte, la intérprete, que estuvo involucrada en cada proceso de la producción, llamaba a Shaffer desde Florida y, junto con Romanek, le describían cada aspecto del vídeo, desde el presupuesto hasta el concepto. Casi cien personas trabajaron durante el rodaje, para el cual se crearon sets y accesorios «futurísticos» y «góticos». En el primer día, el 5 de diciembre, Shaffer descubrió que todos los dibujos del guion gráfico estaban pegados en pizarras gigantes junto con el calendario de cada toma escrito debajo de cada uno, y notó que muchas de sus ideas habían evolucionado desde que inició el trabajo en agosto, pero conservaron el concepto central. En la misma entrevista, admitió que «siempre es un viaje para mí observar cómo una idea intangible cobra vida usando guiones gráficos como plataforma. Es como tener un sueño sobre un lugar u objeto en particular y luego verlo materializarse a la realidad».
Para restar menos tiempo y que Madonna pudiese prepararse para la siguiente parte, se utilizó una doble durante las tomas preliminares. Cada escena se filmó dos veces, y la artista cambiaba completamente de estilo: por ejemplo, para una secuencia lucía una peluca victoriana blanca con un vestido largo, y para la siguiente cambiaba por otra peluca lacia y blanca hasta los tobillos y un vestido blanco, o portaba un traje plateado futurista y zapatos de plástico transparentes, al estilo Logan's Run (1976), con el cabello más corto peinado hacia atrás. Cabe señalar que a lo largo del rodaje surgieron algunas complicaciones: la producción tuvo que detenerse un par de horas por un breve sismo; debido a que permaneció demasiado tiempo en el agua azul de una piscina, la piel de Madonna quedó teñida de ese color del pecho hacia abajo; otros problemas técnicos llevaron a cancelar la grabación de una toma en la que abre su cavidad torácica y expone sus órganos internos. Por último, una escena donde se acuesta en el regazo de un esqueleto tuvo que posponerse ya que el modelo a escala era demasiado pequeño y debió reconstruirse por completo unas horas antes de que se filmara otra vez. La última escena que se grabó fue una que muestra a la intérprete durmiendo en un laboratorio, ataviada con un vestido «futurista». Debido a la gran cantidad de efectos digitales, la posproducción duró varias semanas.

### Estreno y trama

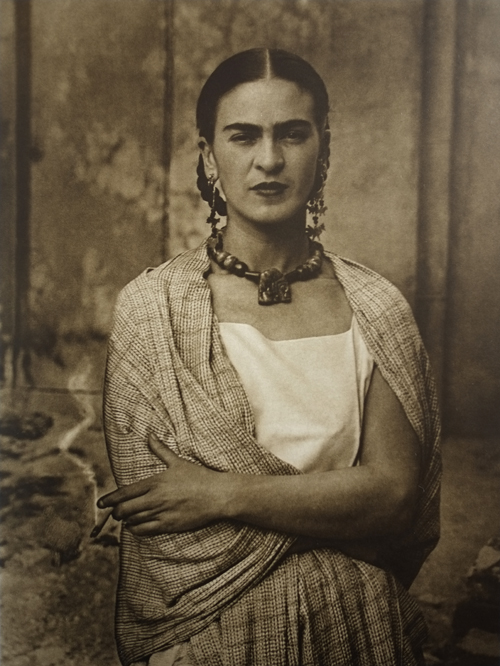
En el vídeo de «Bedtime Story» se pueden encontrar referencias a obras de pintoras surrealistas como Frida Kahlo (fotografía)

El 10 de marzo de 1995, el vídeo se estrenó como un cortometraje musical en tres diferentes salas de cine de Odeon Cineplex: en el Broadway Cinema de Santa Mónica (California), en el Chelsea Theater de Manhattan y en el Biograph Theater de Chicago. Según Abbey Konowitch, vocero de Maverick, Madonna decidió aliarse con Odeon Cineplex porque su intención era que el videoclip «trascendiera la pantalla de televisión» y que el público tuviera la oportunidad de verlo de una manera innovadora y «antes que nadie». En una entrevista con Billboard, agregó: «Cuando gastas el tiempo, la energía creativa y el dinero para reinventar el medio visual y a ti mismo, tienes que buscar diferentes formas de exponer el trabajo y que llegue a las personas de una manera no tradicional». Por su parte, Freeman Fisher, vicepresidente de relaciones de estudio de Odeon, explicó que dicho evento no podría organizarse con cada lanzamiento porque ocasionaría problemas con las inversiones. Además, se limitó a esos cines porque así tendrían la mayor variedad de espectadores y que, por ser temporada baja, el estreno ayudó a que se vendieran más entradas y fuese visto como una «experiencia única». Finalizó: «Durante cuatro minutos, el público ve sorprendentes imágenes cinematográficas en una producción de primera clase, digna de un largometraje». En Nueva York, la estación de radio Z100 promocionó el proyecto teatral en Manhattan al ofrecer a los oyentes pases gratis de películas y copias del CD de Bedtime Stories, mientras que en Santa Mónica fue tal el número de llamadas recibidas por la gerencia del local que resultó en un «intenso nivel de interés en la promoción». Para el estreno en la televisión, el 18 de marzo el canal MTV y Z100 transmitieron un especial titulado Madonna's Pajama Party, llevado a cabo en el Webster Hall de Nueva York ante 2000 personas. La cantante arribó con un abrigo con estampado de leopardo y el cabello rizado, para luego revelar un camisón de seda blanco. En el evento se exhibió el videoclip y Junior Vasquez, quien también participó del especial como DJ, dio a conocer sus remezclas tribal/trance del sencillo. Para el final, ella leyó ante el público el cuento infantil Miss Spider's Tea Party (1994) recostada en una enorme cama. Posteriormente, se incluyó en los recopilatorios The Video Collection 93:99 (1999) y Celebration: The Video Collection (2009).
El vídeo representa un viaje onírico e ilustra el lema de la canción, Let's get unconscious. Inicia con una pantalla azul que muestra el Ojo de Horus y debajo un mensaje dentro de un monitor en el que puede leerse «Welcome – subject: Ciccone, M». Madonna, aparentemente sujeto de un experimento, está postrada en un laboratorio futurista; la luz intensa del lugar brilla a través de su cuerpo pálido, que se desvanece en su entorno. Una sustancia líquida le es inyectado en su brazo, y de esa manera se sumerge en un sueño logrando entrar en su subconsciente. Las imágenes en esta escena han sido comparadas con el hermetismo y la nueva era, en el sentido de que su cuerpo pálido parece casi liviano y ya no está atado a la tierra. El vídeo progresa en una secuencia de sueños en la que aparecen símbolos místicos, surrealistas, futuristas, egipcios, sufíes y de la nueva era, así como representaciones del agua, la luna y varias aves. Se intercalan tomas en las que canta frente a un girasol gigante que ondea sus pétalos a su alrededor y otra donde derviches giradores flotan y bailan en un gran salón. A continuación, se la ve dentro de un pozo con cráneos de seres extraños, mientras que un hombre la observa desde las alturas y habla con un aparato extraño, y posterior a ello otro hombre hace levitar un cubo giratorio donde se ve el rostro de la artista en blanco y negro. Seguidamente, una Madonna embarazada luce un vestido blanco y sus manos acarician su vientre; poco después, levanta los brazos y en ese momento su vestido se abre dejando salir a muchas palomas blancas de su interior. La siguiente toma la muestra durmiendo y acostada en el regazo de un esqueleto que la abraza. De repente, flota por un pasillo con un largo vestido blanco, a la vez que su cabello rubio ondea por la acción del viento. A medida que la música se vuelve más dramática, el sueño se vuelve más intenso: se entremezclan cuadros de calaveras y cicatrices y de la cantante volando por el espacio o con expresión asustada. Hacia el final, su rostro aparece deformado, con los ojos y la boca cambiados de lugar, y al último despierta del sueño y mira hacia la cámara.

### Análisis y recepción
En Madonna's Drowned Worlds (2004), Santiago Fouz-Hernández señaló que la música y la imagen tienen una función «representativa», con mayor importancia en la imagen visual. En este sentido, notó referencias a las obras de René Magritte y a las pinturas Mi nacimiento (1932) de Frida Kahlo —en la escena en la que da a luz a palomas— y Los amantes (1963) de Remedios Varo. Además, agregó que las influencias y referencias a las obras de artistas surrealistas y de la nueva era daban a entender el concepto de una «sociedad ideal» y «una llave al mundo de imágenes de Madonna», es decir, un «mundo nuevo» lleno de magia y símbolos «del que [ella] no necesariamente forma parte, pero al que, sin embargo, parece sentirse atraída». En el mismo libro, Corinna Herr opinó que podían encontrarse «tradiciones alquímicas y de hermetismo», en particular los conceptos de androginia y mascarada. Falconi también distinguió un homenaje a Kahlo, específicamente cuando su rostro aparece desfigurado. Amaro Vicente declaró que, al mezclar de manera compleja la realidad y los sueños, la ciencia y la fe, el realismo y lo absurdo, el tacto y la abstracción, el vídeo se establece «como un producto de la posmodernidad y la nueva era». Asimismo, sostuvo que se basa en las creencias y símbolos de varias religiones mundiales; en relación con esto, percibió jeroglíficos antiguos, una representación de la muerte y símbolos Mevleví e hindúes, este último particularmente en la secuencia cuando la artista saca la lengua al tiempo que una luz clara emana de su frente como si fuera un tercer ojo, lo que, según el autor, representa a Kali, diosa de la destrucción. James Steffen, de The Cinema of Sergei Parajanov (2013), indicó que la toma en la que un niño lee un libro y hace mover con su mente varios jarrones a lo largo de una gran mesa hasta arrojar uno al suelo, es un homenaje a la cinta Stalker (1979) de Andréi Tarkovski. Igualmente, otra secuencia en la que aparece una escritura en árabe tapada por un racimo de uvas y un pie, que luego las aplasta, hace referencia al filme de 1969 El color de la granada, dirigido por Serguéi Paradzhánov. El autor expresó que estas alusiones reflejaban la atmósfera general de ensueño y mística, y además notó que incorpora otras «exóticas imágenes orientales como los derviches giratorios». Eduardo Viñuela subrayó el carácter onírico y afirmó que es aquí donde ella «realmente despliega toda la artillería de referencias iconográficas». Concluyó que era una obra que se alejaba de las «convenciones del videoclip para aproximarse al videoarte».

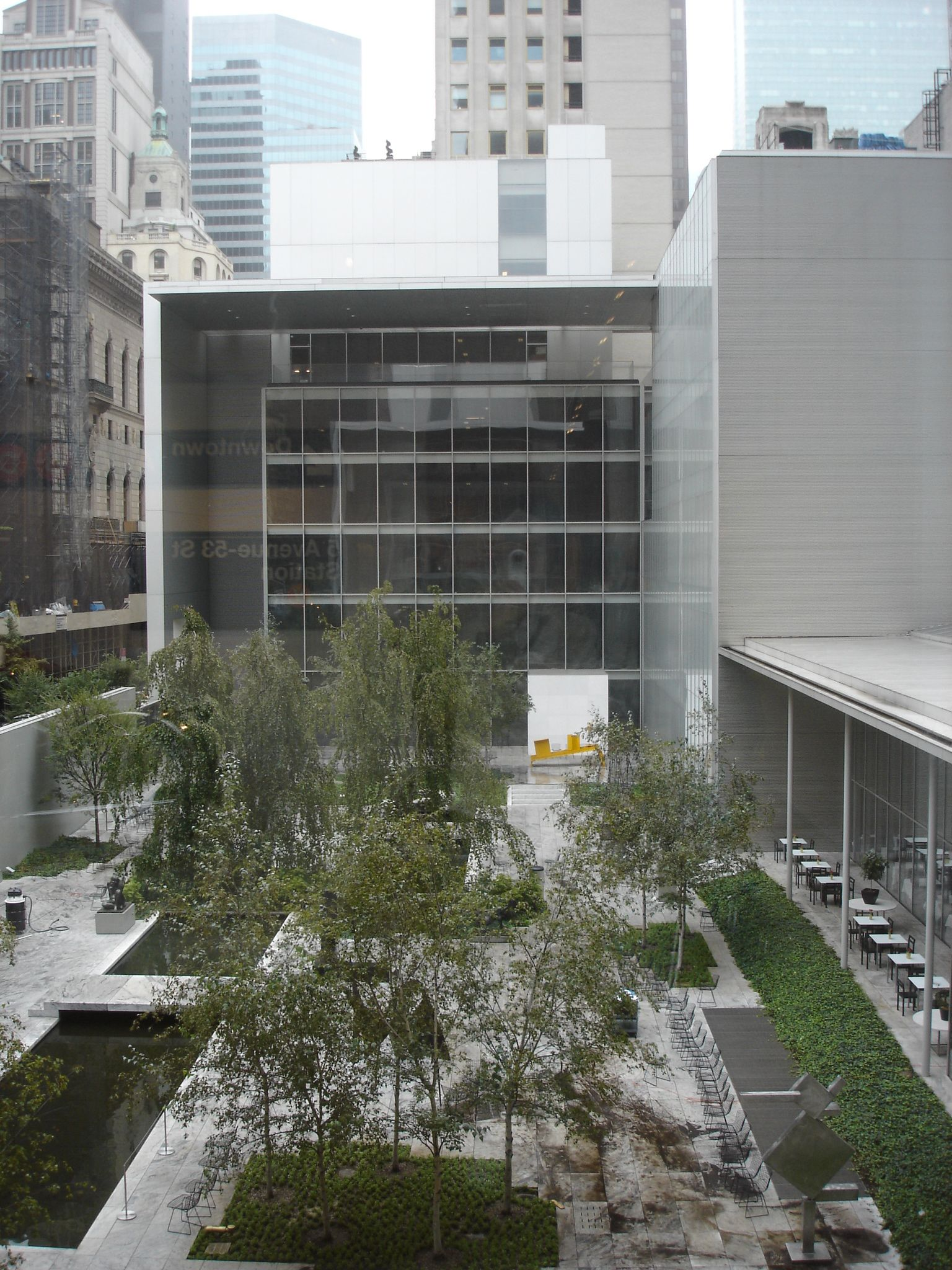
El videoclip de «Bedtime Story» forma parte de la colección permanente del Museo de Arte Moderno de Nueva York

El videoclip resultó ser importante dentro de la obra de Madonna y es considerado una de sus producciones más artísticas y experimentales. En reseñas retrospectivas, O'Brien lo llamó uno de los más «experimentales» de la intérprete, así como una «épica Dalí-esca» que le permitió establecerse en el mundo de las bellas artes. Jake Hall de la revista inglesa Dazed afirmó que «estableció la base» para el «futurismo» de la segunda mitad de la década de 1990, y concluyó que la cantante evitó lo «obvio» a favor de la imagen generada por computadora. Mary von Aue de Vice lo definió como el primer ejemplo de lo que se convertiría en el «largo historial» de la artista en la búsqueda espiritual, y agregó que «no podría haber experimentado mejor el inconsciente colectivo si hubiera sido dirigido por Carl Jung». Sumado a lo anterior, la crítica notó influencias del vídeo en las cintas de Tarsem Singh The Cell (2000) y The Fall (2006), así como en la portada del disco Bionic (2010) de Christina Aguilera y en el videoclip del sencillo «Hold It Against Me» (2011) de Britney Spears. Los autores Ignacio D'Amore y Mariano López comentaron que anticipó las escenas «más voladas» de The Cell y también presentó a la Madonna «menos conectada con el mainstream en años», al emular el tono «élfico» de Björk, disfrazarse de «moderna» y dedicarse a explorar su inconsciente. Fue exhibido en varias galerías de arte y museos, entre los que destaca la Escuela de Artes Visuales de Nueva York, y forma parte de la colección permanente del Museo de Arte Moderno de la ciudad por su «su valor artístico y sus inspiraciones surrealistas».
En 2012, Billboard pidió a los seguidores de la intérprete que eligieran sus diez vídeos más sobresalientes, y «Bedtime Story» quedó en el quinto lugar. También figuró en la misma posición de la lista elaborada por Samuel R. Murrian de Parade, quien escribió: «Uno de los factores clave en la inigualable longevidad de Madonna es su voluntad de experimentar, una y otra y otra vez. Este videoclip es un testimonio de eso. Un logro cinematográfico asombroso, es como caminar dentro de una pintura de Salvador Dalí». De modo similar, Louis Virtel de NewNowNext lo clasificó en la octava posición de los 55 más destacados de la cantante, y lo llamó «el Mulholland Drive de [su] videografía, un sueño febril viviente y convulsionado». Mike Nied, de Idolator, lo ubicó en la decimotercera posición de los veinticinco mejores de la artista y lo llamó «apropiadamente surrealista y sorprendente». Christopher Rosa de VH1 lo incluyó dentro de los diez vídeos más infravalorados de su carrera, y lo llamó «un sueño psicodélico y, a veces, completamente perturbador».

## Presentaciones en vivo
En febrero de 1995, Madonna interpretó una de las remezclas de Vasquez en la 15.ª entrega de los premios Brit. Lució un atuendo «sofisticado» que consistió en un vestido blanco confeccionado por Versace y una larga peluca rubia que le llegaba hasta la cintura; esta apariencia era similar a la campaña publicitaria de la casa de modas que estaba promocionando en ese momento. La artista había invitado a Björk a que apareciera con ella en la presentación, pero esta rechazó la propuesta; al respecto, declaró: «Se suponía que iban a darme su número personal y yo iba a llamarla, pero simplemente no me sentí cómoda. Me encantaría conocerla accidentalmente, muy borracha en un bar. Es toda la formalidad la que me confunde». Durante la actuación, una máquina de viento soplaba constantemente el vestido y cabello de la cantante, mientras dos bailarines realizaban varios movimientos detrás de ella. Marie Claire ubicó la actuación en la cuarta posición de su lista de los 30 momentos más destacados de la entrega de premios. En su reseña, la revista expresó que era el mejor número de apertura y que «[Madonna] puso todo de su parte, al deleitar al público con un espectáculo de luces y [...] bailarines vestidos de satén». El Huffington Post opinó que se trataba de una de sus mejores presentaciones y que marcó el momento en el que la cantante «pasó de "material" a etérea».
En 2004, se utilizó la versión «Orbital Mix» como vídeo interludio para la gira Re-Invention World Tour. La actuación contó con tres trapecistas que realizaban acrobacias en columpios colgados del techo al estilo Cirque du Soleil, mientras las pantallas de fondo intercalaban tomas de Madonna vestida de blanco cantando frente a un espejo y sobre un escáner, y otras de un caballo blanco corriendo por el desierto. Este vídeo se filmó en los Culver City Studios, ubicados en Los Ángeles, bajo la producción de la compañía Veneno, Inc. y la dirección de Dago González, quien ya había trabajado en 2001 en el Drowned World Tour. En una entrevista, comentó que se hizo un trabajo «en equipo» para que tanto la actuación en el escenario como el vídeo crearan una «experiencia congruente» para los espectadores. En este sentido, detalló que durante los ensayos se reunió con la cantante, Jamie King —coreógrafo y director de la gira— y las bailarinas y revisaron cada sección de la canción con la aportación de todos para crear la actuación. Antes de elegir a «Bedtime Story», King y Madonna consideraron otras pistas e incluso en un primer momento no estuvo en los planes crear un vídeo interludio. González había escuchado previamente la remezcla, y a partir de allí armó varios conceptos y primeras ideas que analizó y discutió con la artista. El objetivo principal era que ella tuviera contacto visual con el público, aunque en realidad no estuviera en el escenario. Para ello, quería que todo se viera «de blanco», tanto su vestuario —confeccionado por la diseñadora Arianne Phillips— como el fondo, dado que dicho color representa la divinidad en la Cábala, disciplina que había empezado a practicar anteriormente. El vídeo guarda similitudes con el original de Romanek, cuando canta sobre el escáner, o también cuando baila dentro de una caja, que es una referencia al de «Human Nature», dirigido por Jean-Baptiste Mondino.

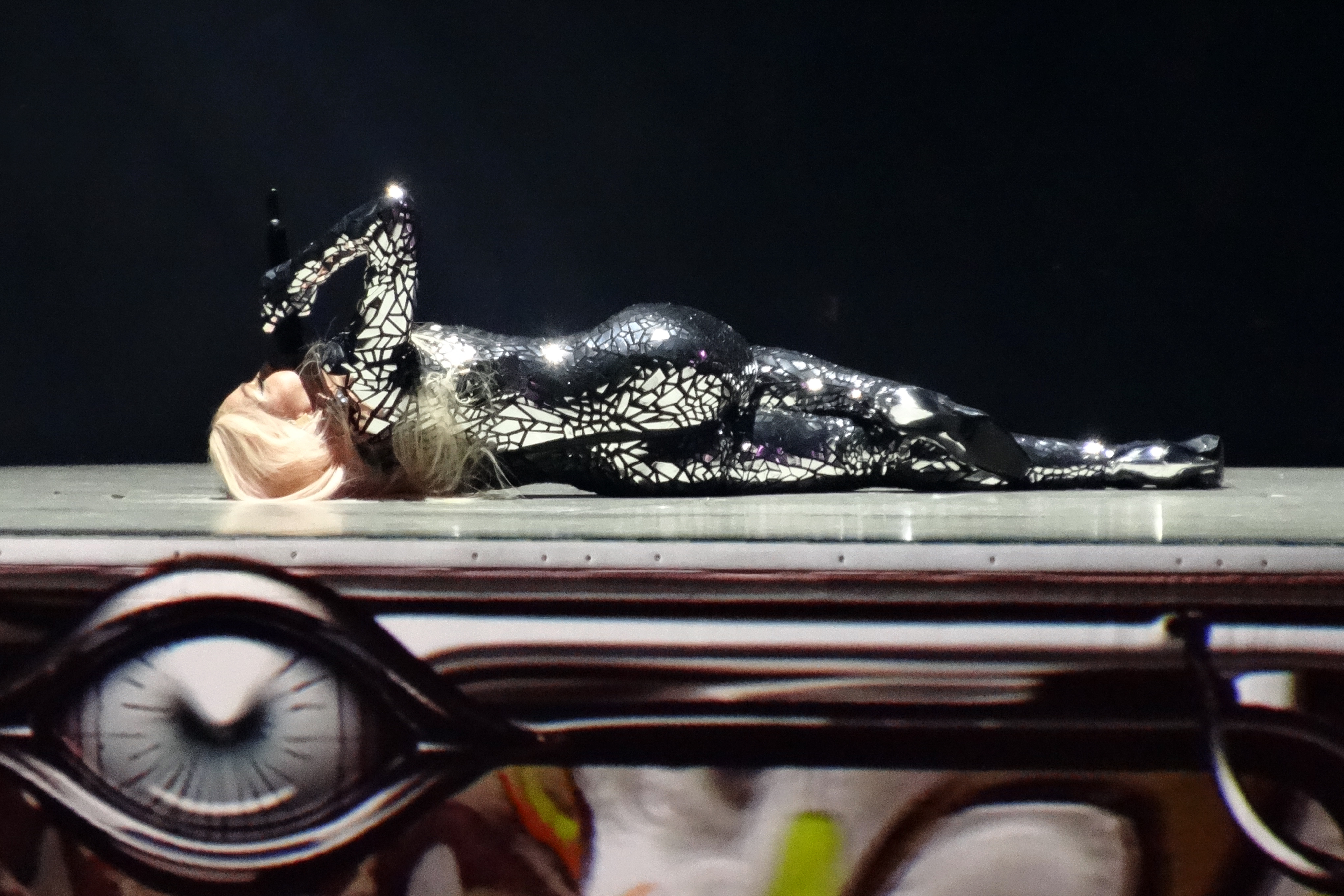
Madonna cantando «Bedtime Story» en uno de los conciertos de The Celebration Tour (2023-2024)

Madonna grabó sus tomas un domingo, dado que era su único día libre en medio de los ensayos y preparativos, por lo que el día anterior al rodaje se grabaron otras escenas sin su presencia, al tiempo que se trabajaban en los vídeos para los otros números de la gira. González admitió que fue un trabajo «increíblemente ambicioso y muy preciso», ya que todo había sido ensayado previamente y se aseguró de que el equipo supiera la función que debía cumplir, para que así el rodaje pudiera «fluir con precisión militar». Originalmente iba a incluirse un pájaro en el vídeo, pero habría sido dificultoso al no verse muy cinematográfico, por lo que en su lugar se decidió añadir el caballo blanco, que según el director representaba el «espíritu animal» y el «espejo» de Madonna, un ser «hermoso, fuerte, indomable y elegante». Por momentos la cantante y el animal aparentan estar «estrechamente vinculados» cuando sus ojos se muestran en un primer plano. El director señaló que «los ojos fijos al final se vinculan con el concepto de que todos somos parte de la misma unidad, de la misma energía. Y encontrar el camino de regreso a los orígenes es el objetivo final». Como reseñas a la actuación, Glenn Gamboa del Newsday comentó que la «danza atlética» de las trapecistas durante el interludio «dio a la canción una gracia que nunca se hubiera visto en una actuación directa». Anthony J. Sanfilippo del Delaware County Daily Times afirmó que «las tres trapecistas ondularon en perfecta sincronía mientras volaban peligrosamente sobre los espectadores». Por su parte, Mick Lynch del sitio Cluas.com, en su crítica al concierto de Irlanda, señaló que temas como «Lament» —de la banda sonora Evita (1996)— y «Bedtime Story» resultaron «desconocidos» para el público.
Casi veinte años después, «Bedtime Story» formó parte de la gira The Celebration Tour (2023-2024), realizada para conmemorar los cuarenta años de carrera de Madonna. La cantante portó un leotardo plateado y cantó desde encima de un cubo gigante que emergía del escenario, mientras una cámara cenital la replíca sobre croma en ese mismo cubo. En su reseña al concierto en Londres, Joe Lynch de Billboard lo citó como uno de los mejores números; por el contrario, Mark Savage de la BBC opinó que «se sintió superfluo» y fue uno de los momentos «no tan efectivos».

## Lista de canciones y formatos
| CD, 7", casete |                 |          |  |
| N.º            | Título          | Duración |  |
| 1.             | «Bedtime Story» | 4:53     |  |
| 2.             | «Survival»      | 3:33     |  |

| Maxi CD |                                              |          |  |
| N.º     | Título                                       | Duración |  |
| 1.      | «Bedtime Story» (versión editada del álbum)  | 4:08     |  |
| 2.      | «Bedtime Story» (Junior's Wet Dream Mix)     | 8:35     |  |
| 3.      | «Bedtime Story» (Junior's Dreamy Drum Dub)   | 9:34     |  |
| 4.      | «Survival»                                   | 3:33     |  |
| 5.      | «Bedtime Story» (Orbital Mix)                | 7:44     |  |
| 6.      | «Bedtime Story» (Junior’s Sound Factory Mix) | 9:18     |  |
| 7.      | «Bedtime Story» (Junior’s Single Mix)        | 4:53     |  |

| CD  |                                              |          |  |
| N.º | Título                                       | Duración |  |
| 1.  | «Bedtime Story» (versión editada del álbum)  | 4:08     |  |
| 2.  | «Bedtime Story» (Junior's Wet Dream Mix)     | 8:35     |  |
| 3.  | «Bedtime Story» (Junior's Dreamy Drum Dub)   | 9:34     |  |
| 4.  | «Bedtime Story» (Orbital Mix)                | 7:44     |  |
| 5.  | «Bedtime Story» (Junior’s Sound Factory Mix) | 9:18     |  |

| CD, 7", casete |                                             |          |  |
| N.º            | Título                                      | Duración |  |
| 1.             | «Bedtime Story» (versión editada del álbum) | 4:08     |  |
| 2.             | «Bedtime Story» (Junior's Single Mix)       | 4:53     |  |

| CD edición limitada |                                       |          |  |
| N.º                 | Título                                | Duración |  |
| 1.                  | «Bedtime Story» (Junior's Single Mix) | 4:53     |  |
| 2.                  | «Secret» (Allstar Mix)                | 5:11     |  |
| 3.                  | «Secret» (Some Bizarre Mix)           | 9:48     |  |
| 4.                  | «Secret» (Some Bizarre Single Mix)    | 4:17     |  |

| 12" |                                              |          |  |
| N.º | Título                                       | Duración |  |
| 1.  | «Bedtime Story» (Junior’s Sound Factory Mix) | 9:18     |  |
| 2.  | «Bedtime Story» (Junior's Sound Factory Dub) | 8:19     |  |
| 3.  | «Bedtime Story» (Junior's Wet Dream Mix)     | 8:35     |  |
| 4.  | «Bedtime Story» (Orbital Mix)                | 7:44     |  |

| Descarga digital - Remixes EP |                                                   |          |  |
| N.º                           | Título                                            | Duración |  |
| 1.                            | «Bedtime Story» (Edit)                            | 4:07     |  |
| 2.                            | «Bedtime Story» (Junior’s Wet Dream Mix)          | 8:35     |  |
| 3.                            | «Bedtime Story» (Junior’s Dreamy Drum Dub)        | 9:36     |  |
| 4.                            | «Survival»                                        | 3:31     |  |
| 5.                            | «Bedtime Story» (Orbital Mix)                     | 7:43     |  |
| 6.                            | «Bedtime Story» (Junior’s Sound Factory Mix)      | 9:18     |  |
| 7.                            | «Bedtime Story» (Junior’s Single Mix)             | 4:54     |  |
| 8.                            | «Bedtime Story» (Junior’s Sound Factory Mix Edit) | 4:18     |  |
| 9.                            | «Bedtime Story» (Junior’s Sound Factory Dub)      | 8:14     |  |
| 10.                           | «Bedtime Story» (Junior’s Wet Dream Dub)          | 7:31     |  |
| 11.                           | «Bedtime Story» (Lush Vocal Radio Edit)           | 4:42     |  |
| 12.                           | «Bedtime Story» (Lush Vocal Mix)                  | 6:49     |  |
| 13.                           | «Bedtime Story» (Luscious Dub Mix)                | 7:40     |  |
| 14.                           | «Bedtime Story» (Percapella Mix)                  | 6:32     |  |
| 15.                           | «Bedtime Story» (Unconscious in the Jungle Mix)   | 6:27     |  |

## Posicionamiento en listas
| País (Lista 1995)                         | Posición más alta |
| ----------------------------------------- | ----------------- |
| Australia (ARIA)                          | 5                 |
| Bélgica Valonia (Ultratop)                | 38                |
| Canadá (RPM Top 100 Tracks)               | 42                |
| Canadá (The Record)                       | 17                |
| Escocia (Scottish Singles Chart)          | 4                 |
| Estados Unidos (Billboard Hot 100)        | 42                |
| Estados Unidos (Dance Club Songs)         | 1                 |
| Estados Unidos (Dance Maxi-Singles Sales) | 3                 |
| Estados Unidos (Hot 100 Airplay)          | 68                |
| Estados Unidos (Hot 100 Singles Sales)    | 27                |
| Estados Unidos (Mainstream Top 40)        | 38                |
| Estados Unidos (Rhythmic)                 | 40                |
| Unión Europea (EHR Top 40)                | 33                |
| Unión Europea (Eurochart Hot 100 Singles) | 16                |
| Finlandia (IFPI)                          | 4                 |
| Irlanda (IRMA)                            | 19                |
| Italia (Musica e dischi)                  | 8                 |
| Nueva Zelanda (Recorded Music NZ)         | 38                |
| Países Bajos (Single Top 100)             | 46                |
| Polonia (LP3)                             | 12                |
| Reino Unido (UK Singles Chart)            | 4                 |
| Reino Unido (UK Dance Singles)            | 6                 |

| País (Lista 1995)                 | Posición |
| --------------------------------- | -------- |
| Australia (ARIA)                  | 91       |
| Estados Unidos (Dance Club Songs) | 3        |

## Créditos y personal
- Grabación en Chappell Studios (Los Ángeles).
- Masterización en Sterling Sound (Nueva York).

### Personal
- Madonna: voz, producción
- Björk: composición
- Nellee Hooper: composición, producción
- Marius de Vries: composición, producción
- Colin Wolfe: bajo
- Meshell Ndegeocello: bajo
- Dallas Austin: batería, teclado
- Tommy Martin: guitarra
- Babyface: sintetizador, programación de batería
- Craig Armstrong: arreglo
- Jessie Leavey: arreglo, dirección de orquesta
- Susie Katiyama: dirección de orquesta
- Alvin Speights: ingeniería, mezcla
- Brad Gilderman: ingeniería
- Darin Prindle: ingeniería
- Mark «Spike» Stent: ingeniería
- Michael Fossenberg: ingeniería
- Jon Gass: mezcla
- Greg Ross: diseño
- Paolo Riversi: fotografía (portada)
- Mike Penn: fotografía (contratapa)

Créditos adaptados de Tidal y de las notas del álbum Bedtime Stories y del maxisencillo en CD de «Bedtime Story».